# Brug 1818
Brug 1818 is een vaste brug in Amsterdam Nieuw-West. 
Bij de bouw van de originele drie torens van het World Fashion Centre (Confectiecentrum) aan het Koningin Wilhelminaplein ontstond ook de behoefte aan een weg aan de achterzijde van dat complex. Daar bevonden zich de afleverplekken voor goederen. Die weg kreeg de naam Terheideweg mee, vernoemd naar het dorp Ter Heijde, bekend vanwege de Slag bij Ter Heijde. Om in de Terheideweg te komen werd zowel ten zuiden als ten noorden van het World Fashion Centre een verbindingsweggetje aangelegd naar genoemd plein. Het textielcentrum wilde eindjaren tachtig uitbreiden en liet aan de noordzijde een gebouw met glasvliesgevels bouwen. Dat gebouw zorgde ervoor dat de noorduitgang van de Terheideweg geblokkeerd werd. Er was onvoldoende ruimte tussen de nieuwbouw en de parallelgracht langs de Schipluidenlaan om een uitrit te maken. Er werd vervolgens gekozen voor een brug over die gracht met een landing op de Schipluidenlaan.  
De brug kent een strak kubistisch uiterlijk en houdt het midden tussen een "normale" brug en een brug over een duiker. Tussen de betonblokken op de landhoofden, een geliefd object voor graffiti zijn metalen balustrades te zien, die enigszins doen denken aan de balustrades van andere bruggen in de buurt, die veel ouder zijn. In 2017 werd de brug ontdaan van alle begroeiingen rond de brug, door werkzaamheden aan de brug 691 verderop moest hier voldoende waterbeweging mogelijk gemaakt worden, de onderliggende gracht liep zes maanden dood op de damwanden van de verbouwing van brug 691.
<<< · 1800 · 1801 · 1802 · 1803 · 1804 · 1805 · 1806 · 1807 · 1808 · 1809 ·  1810 · 1811 · 1812 · 1813 · 1814 · 1815 · 1816 · 1818 · 1819 · 1820 · 1821 · 1822 · 1823 · 1824 · 1826 · 1827 · 1828 · 1829 · 1830 · 1831 · 1832 · 1833 · 1834 · 1835 · 1836 · 1837 · 1838 · 1839 · 1840 · 1841 · 1842 · 1843 · 1844 · 1845 · 1846 · 1847 · 1848 · 1849 · 1850 · 1851 · 1852 · 1853 · 1854 · 1855 · 1856 · 1857 · 1858 · 1859 · 1860 · 1861 · 1862 · 1863 · 1864 · 1865 · 1866 · 1867 · 1868 · 1869 ·  1870 · 1871 · 1872 · 1873 · 1874 · 1875 · 1876 · 1877 · 1879 ·  1880 · 1881 · 1882 · 1883 · 1884 · 1885 · 1886 · 1888 · 1889 · 1890 · 1891 · 1892 · 1893 · 1894 · 1895 · 1896 · 1897 · 1898 · 1899 · >>>
Brugnummers 1817, Brug 1819, 1820, 1825, 1878, 1887  zijn niet (meer) vergeven.